# Communication et Société
 (septembre 2022).
Communication et Société  est un ouvrage qui a contribué pour beaucoup dans la compréhension contemporaine de la communication. Il a été publié en 1951 avec la collaboration des deux auteurs Gregory Bateson et Jurgen Ruech.
La communication est un vocable qui fait l’objet de plusieurs approches. En effet, elle est un processus de mise en relation entre un émetteur et récepteur au sein d'un système. Gregory Bateson la définit comme étant l'ensemble des interactions non verbales ou comportementales qui relient les membres d'un système (famille, collègues de travail, société, , etc.).

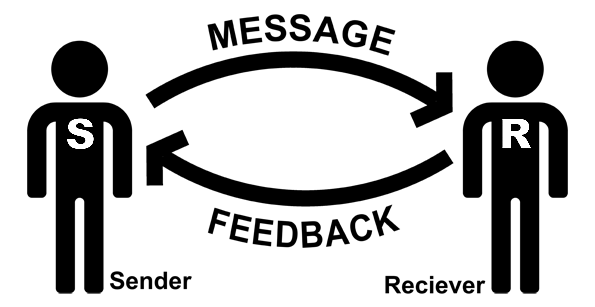
Communication Interpersonnelle

## Auteurs
Gregory Bateson, né le 9 mai 1904 au Royaume-Uni et mort le 4 juillet 1980 à San Francisco), est un anthropologue et ethnologue américain. Ses études et recherches ont porté sur la communication humaine et animale mais également sur les fondements de la connaissance des phénomènes humains. Il est considéré comme l'un des fondateurs de l’École de Palo Alto[réf. nécessaire].
Jurgen Ruech est un psychiatre qui a travaillé à l’École de Médecine de l'Université de Californie et a dirigé la Section of social psychiatry du Langley Porter neuropsychiatric institute entre 1940 et 1950[réf. nécessaire].
En 1948, Gregory Bateson s'associe avec Jurgen Ruech et leurs recherches aboutissent à la conclusion selon laquelle les troubles mentaux sont l'un des facteurs causant la dégradation progressive de la communication. Ensemble, ils vont employer l'expression de système relationnel en tant que référence face à la pathologie psychique et à ses échanges interpersonnelles et difficiles.

## Théorie
Les recherches effectuées par ces auteurs ont démontré que le système social (famille, collègue de service, société ) est la base même du comportement d'une personne[réf. nécessaire]. On ne peut réellement le comprendre qu'en analysant son système social[Quoi ?]. La société joue un rôle important dans le développement d'un individu et peut avoir une influence positive ou négative dans son comportement et par conséquent dans la communication interpersonnelle. Cet ouvrage établit un rapprochement entre théories de jeux, psychologie expérimentale, cybernétique, théories de types logiques pour élaborer une théorie de la communication[réf. nécessaire].

## Critiques
De l’avis des nombreux spécialistes en la matière[Lesquels ?], cet ouvrage a permis d’éclairer les connaissances sur les relations humaines au sein de la société. 
Selon Dominique Picard, dans Communication et société, les auteurs ont placé sans ambiguïté la communication au centre de l'approche systémique.
Pour Louise Landry Balas, l'approche systémique se distingue des pratiques traditionnelles en santé mentale en ce qu'elle ne se limite pas qu'au diagnostic et au traitement de la maladie ou du problème mais replace l'individu dans le système complexe auquel il appartient. On ne pourra aider quelqu'un si l'on ignore son milieu de vie ou si l'on ne se soucie pas de la façon dont la relation d'aide modifie ce milieu.
Robert Pauzé estime que Bateson avait suggéré que les psychiatres devaient s’intéresser non seulement à l'histoire des individus mais aussi aux contacts qu'ils tiennent avec leur entourage.
Les contributions de ces auteurs corroborent les propos de l’ouvrage Communication et société qui a eu l’avantage de réunir dans un système l’individu, le groupe et la société[réf. nécessaire].   